# 中科莫埃区

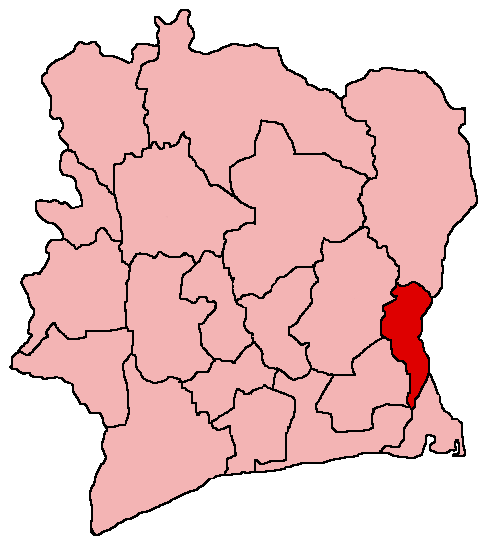
中科莫埃区

中科莫埃区（法文：Région du Moyen-Comoé）是科特迪瓦一九区之一，首府阿本古鲁。
区有2个省(départements):
- 阿本古鲁省 Département d'Abengourou
- 阿尼比莱库省 Département d'Agnibilékrou

面积6,900 平方公里，2000年人口311,500 人。  　 　 
6°30′N 3°25′W / 6.5°N 3.42°W